# 犬山南テレビ中継局
犬山南テレビ中継局（いぬやまみなみテレビちゅうけいきょく）は、愛知県犬山市に置かれているテレビ放送の中継局。

## 中継局概要

### デジタルテレビ放送
| リモコン 番号 | 放送局名       | チャンネル 番号 | 空中線 電力 | ERP  | 偏波面   | 放送対象 地域 | 放送区域 内世帯数 | 運用開始日    |
| ------------- | -------------- | --------------- | ----------- | ---- | -------- | ------------- | ----------------- | ------------- |
| 2             | NHK 名古屋教育 | 49              | 300mW       | 3.3W | 水平偏波 | 全国          | 約15,500世帯      | 2010年 2月1日 |
| 3             | NHK 名古屋総合 | 48              | 300mW       | 3.3W | 水平偏波 | 愛知県        | 約15,500世帯      | 2010年 2月1日 |
| 10            | TVA テレビ愛知 | 51              | 300mW       | 3.3W | 水平偏波 | 愛知県        | 約15,500世帯      | 2010年 2月1日 |

- 所在地： 犬山市（尾張本宮山）北緯35度20分0.0秒 東経136度58分44.2秒 / 北緯35.333333度 東経136.978944度座標: 北緯35度20分0.0秒 東経136度58分44.2秒 / 北緯35.333333度 東経136.978944度
- 放送区域： 犬山市と各務原市の各一部
- 2009年12月18日に予備免許が交付され、12月22日に試験放送を開始。2010年1月25日に本免許が交付され、2月1日に本放送を開始した。なお、TVAはデジタル新局として開局した。
- CBCテレビ、東海テレビ、名古屋テレビ、中京テレビは中継局を置いておらず、名古屋親局もしくは近隣の岐阜県各務原市の各務原鵜沼局からの電波を受信する。

### アナログテレビ放送
| チャンネル 番号 | 放送局名       | 空中線 電力       | ERP                | 偏波面   | 放送対象 地域 | 放送区域 内世帯数 | 運用開始日 |
| --------------- | -------------- | ----------------- | ------------------ | -------- | ------------- | ----------------- | ---------- |
| 52              | NHK 名古屋教育 | 映像1W/ 音声250mW | 映像8.7W/ 音声2.2W | 水平偏波 | 全国          | -                 | -          |
| 54              | NHK 名古屋総合 | 映像1W/ 音声250mW | 映像8.7W/ 音声2.2W | 水平偏波 | 愛知県        | -                 | -          |

- 所在地： デジタルテレビ放送に同じ
- 2011年7月24日をもってすべて廃止された。なお、民放は中継局を置いていなかった。